# Alto Alentejo (underregion)
Alto Alentejo (svenska Norra Alentejo) är en statistisk underregion NUTS 3 i södra Portugal.                                                                                                                                                            
Den är en del av den statistiska regionen Alentejo (NUTS 2), och omfattar distriktet Portalegre.                                         
Dess viktigaste ort är Portalegre.
Befolkningen uppgår till 118 506 invånare (2011).
Underregionen Alto Alentejo (NUTS 3) sammanfaller geografiskt med Comunidade Intermunicipal do Alto Alentejo ("Alto Alentejos kommunalförbund"; ”CIMAA”).

## Kommuner
Alto Alentejo omfattar 15 kommuner (concelhos).

- Alter do Chão
- Arronches
- Avis
- Campo Maior
- Castelo de Vide
- Crato
- Elvas
- Fronteira
- Gavião
- Marvão
- Monforte
- Nisa
- Ponte de Sor
- Portalegre
- Sousel

## Största städer[3]
- Elvas
- Portalegre
- Ponte de Sor
- Campo Maior